# 戈壁

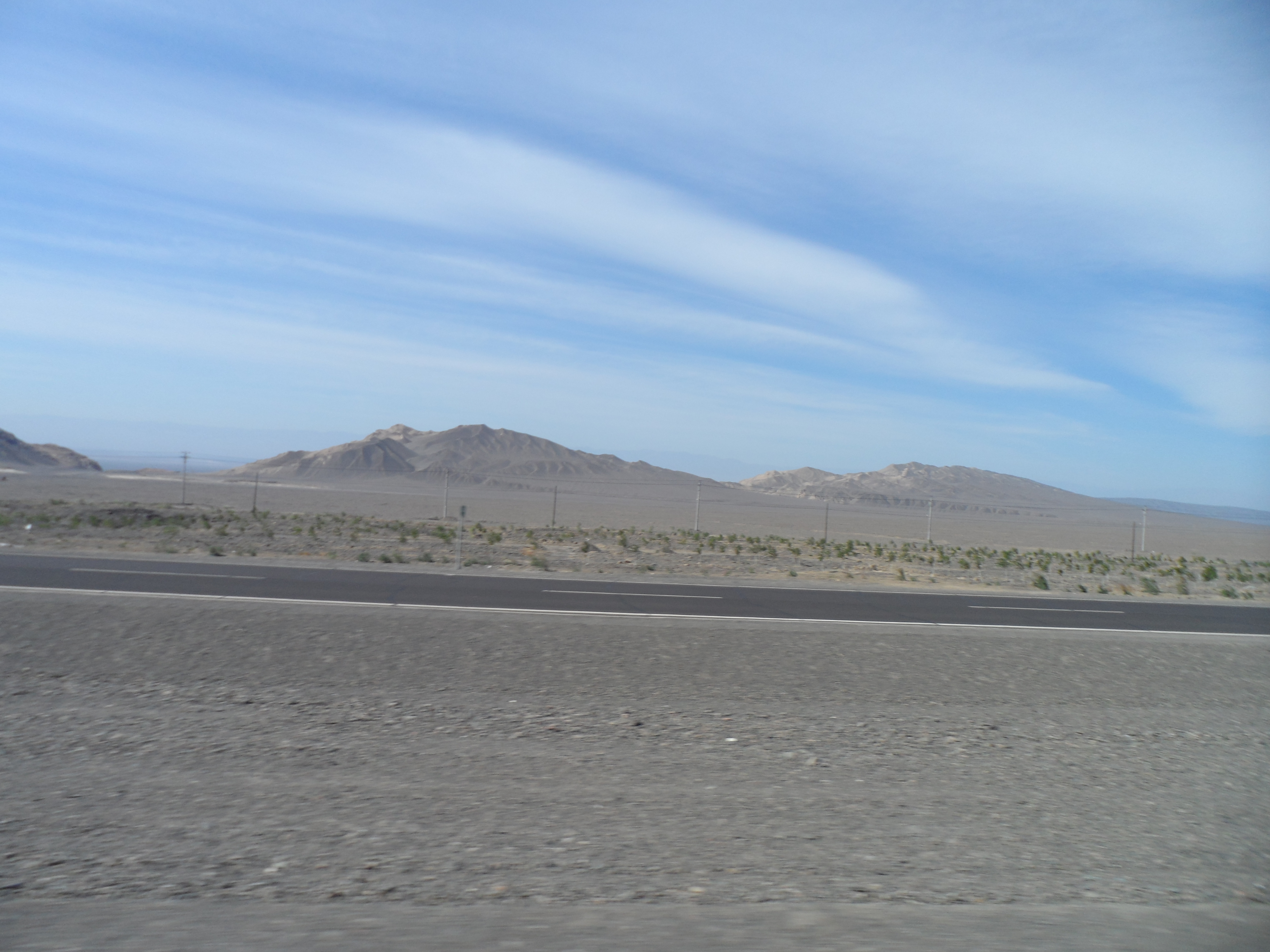
新疆戈壁滩上的公路

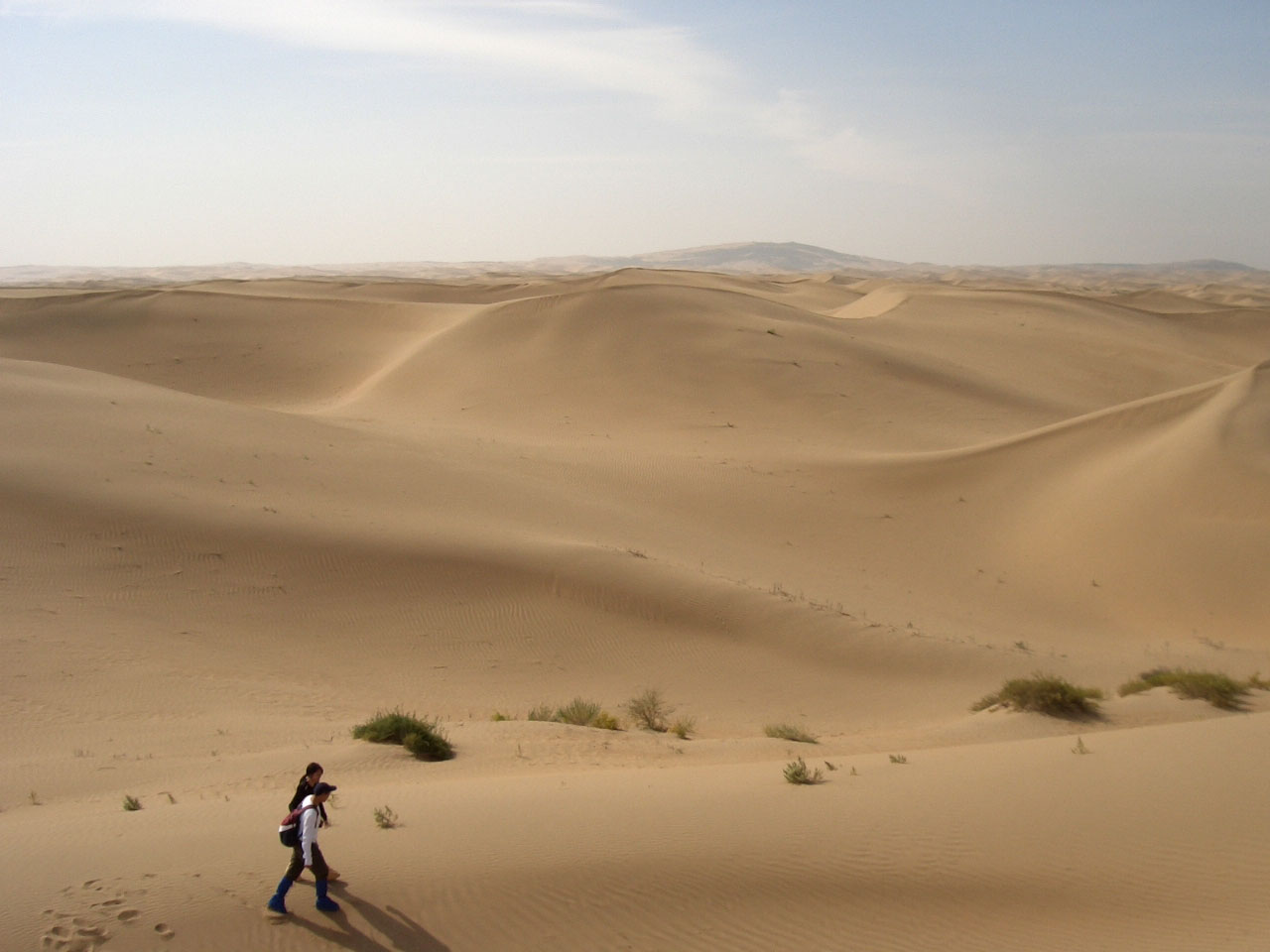
内蒙古的沙漠

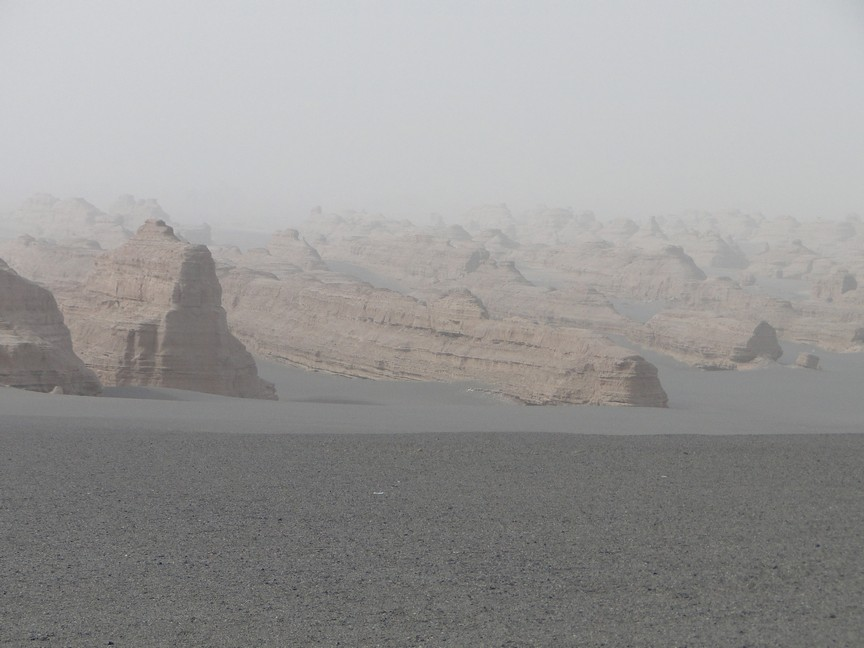
戈壁石灘

戈壁（汉语拼音字母：gobi），在蒙古语中有沙漠、砾石荒漠、干旱的地方等意思。中文古称大碛，又称瀚海沙漠（瀚海又指贝加尔湖）、戈壁滩、戈壁沙漠（今中蒙边界大部）。

## 分类

### 岩漠
粗大风化、平缓的基岩露头；地面波状起伏，水土缺乏，植被覆盖率在10%以下。风棱石普遍，呈三棱形，表面光滑；暴露地表的岩石、碎石，由于表面水分蒸发时溶解的矿物残留下来经过磨蚀，形成一层黑亮的深褐色铁锰化合物（荒漠漆），厚约1毫米，地表一片黑色，称为黑戈壁。
戈壁沙漠的岩漠、砾石戈壁占70%。在中国，则分布在新疆东部、河西走廊西部。

### 砾漠
又称戈壁滩，植被覆盖率在10～30%。根据砾石层厚度、形成过程分为：
- 堆积戈壁：地表物质砾石，夹有沙土，多见于山麓倾斜平原；物源是山地风化剥蚀的岩石碎屑，经过流水搬运出山，随流速骤减，沉积在山麓；形成大面积几十米到几百米的洪积扇；由于山麓河流多，水分条件好。堆积时间较短，砾石表面岩漆化不充分，难以形成荒漠漆皮，表面保留原来堆积时的灰白色，也称为白戈壁。在中国西北准噶尔、塔里木、柴达木盆地的山麓地带，祁连山、阿尔金山、昆仑山、天山、阿尔泰山等有分布。
- 风蚀戈壁：地表物质为一薄砾石层，厚度约为砾石的最大径；下部为沙砾石、土状堆积物的混杂，也称为假戈壁。分布在高平原，远离山麓的堆积区，有季节性降水地区，形成戈壁草原，是荒漠草原带的一部分。

## 地区

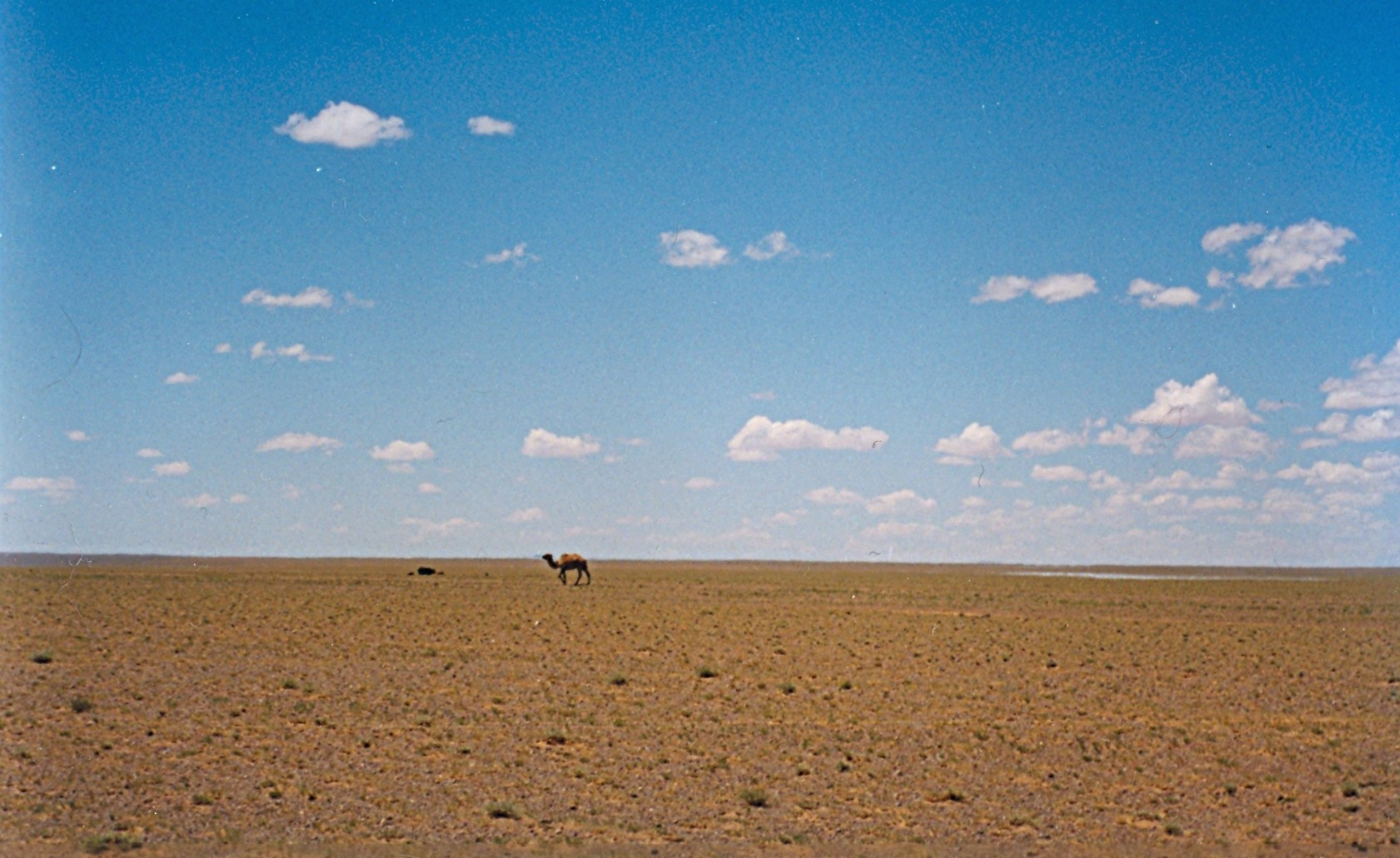
南戈壁地區

### 中蒙边境沙漠
自从秦朝起，「大漠」一词就经常在史书中出现。汉朝时汉武帝派大将军卫青成功控制漠南及河西走廊，将匈奴赶到漠北，后来霍去病深入漠北至狼居胥山（蒙古国的肯特山脉）。漠南從此作為北方胡族及南方漢人政權的緩衝區。
北魏把柔然驱出「漠南」。清朝政府把漠北蒙古称为喀尔喀蒙古，至民国时期外蒙古独立；而漠南蒙古所在的地域则演变为今内蒙古自治区。
这里作为今天蒙古国和中国的内蒙古分界的「大漠」就是戈壁沙漠。蒙古国在其南部现有东戈壁省、中戈壁省、南戈壁省。

### 东北亚沙漠
一种广义的说法则是戈壁沙漠包括阿尔泰山脉以东南、大兴安岭以西、蒙古草原以南、青藏高原以东北、华北平原以西北的广阔干旱半干旱地区，囊括了中国境内的大多数沙漠。在中国这种用法比较少见，但在西方媒体中提及「戈壁沙漠」通常是这种含义。譬如说沙尘暴来自戈壁沙漠。